# Edmund Baranowski (poseł)
Edmund Baranowski (ur. 8 stycznia 1886 w Lwówku, zm. 3 lub 4 września 1939 w Katowicach) – polski polityk chadecki, działacz samorządowy i społeczny, farmaceuta, poseł II kadencji Sejmu w latach 1928–1930.

## Życiorys
Urodził się w rodzinie Franciszka i Walerii z domu Borzyszkowska. Baranowski kształcił się w gimnazjum Marii Magdaleny w Poznaniu oraz w gimnazjum w Międzyrzeczu, gdzie w 1903 zdał egzamin maturalny. Po ukończeniu szkoły praktykował w aptece we Frankfurcie nad Odrą a następnie studiował farmację w Monachium oraz Lipsku. Po uzyskaniu tytułu magistra farmacji (1912) w latach 1912–1914 odbył kolejną praktykę aptekarską. Po jej zakończeniu kupił w 1914 aptekę w Łasinie (pow. grudziądzki).
W 1920 kupił w Grudziądzu fabrykę przetworów chemicznych „Samtera”. Po zmianie nazwy na Laboratorium Chemiczno-Farmaceutyczne, produkował w niej tabletki, preparaty dentystyczne oraz leki weterynaryjne. Wyroby Laboratorium zostały wysoko ocenione w 1925 roku, kiedy to przyznano mu złoty medal na XII Zjeździe Lekarzy i Przyrodników Polskich w Warszawie.
Zaangażował się w polską działalność społeczną. Od 1916 był członkiem Towarzystwa Naukowego w Toruniu, udzielał się także w lokalnych organizacjach oświatowych. Od grudnia 1918 był przedstawicielem miasta Łasina w Sejmie Dzielnicowym w Poznaniu, uczestniczył także w pracach Powiatowej Rady Ludowej na obwód Łasin oraz zakładał Radę Robotniczą i Włościańską. Pomiędzy 1918 a 1920 działał w Organizacji Wojskowej Pomorze, a w 1919 był członkiem Pomocniczego Komitetu Przedplebiscytowego w Grudziądzu. W okresie wojny polsko-bolszewickiej służył w Zachodniej Straży Obywatelskiej. W 1920 został pierwszym polskim komisarycznym burmistrzem Łasina. W tym okresie zintensyfikował swoją działalność społeczno–polityczną. Działał w PSChD, Towarzystwie Upiększania Miasta Grudziądza, Towarzystwie Wioślarskim „Wisła”, PTG „Sokół” i Towarzystwie Śpiewaczym „Echo”. Baranowski został również członkiem magistratu miasta Grudziądza i uczestniczył w pracach Wojewódzkiego Sądu Administracyjnego w Toruniu jako sędzia. W 1919 brał udział w Powstaniu Wielkopolskim. W latach 1922–28 generalny sekretarz Zarządu Związku Powstańców i Wojaków Okręgu Pomorskiego.
W wyborach do Sejmu II kadencji w 1928 uzyskał mandat poselski w okręgu wyborczym nr 30 (Grudziądz) z listy nr 25 (PSChD). W czasie sprawowania mandatu Baranowski pracował w komisji odbudowy kraju.
W 1928 roku otworzył aptekę „Mariańską' w Hajdukach Wielkich (obecnie Chorzów Batory, dzielnica Chorzowa) przy ul. Kościelnej 11. Uzyskał osobistą koncesję apteczną od wojewody śląskiego w 1929 roku. Ogólny Związek Aptekarzy Województwa Śląskiego, Okręgu Polskiego Powszechnego Towarzystwa Farmaceutycznego w Katowicach, w 1932 roku upoważnił jego aptekę do produkcji preparatów farmaceutycznych według śląskich przepisów. W latach 1931–35 wiceprezes Ogólnego Związku Aptekarzy Województwa Śląskiego.
Wziął udział w wojnie obronnej w 1939 w walkach o Świętochłowice i Chorzów jako podporucznik 75 pułku piechoty. Po dostaniu się do niewoli, 3 lub 4 września 1939 został rozstrzelany przez Niemców w Katowicach wraz z grupą powstańców śląskich.

## Rodzina
Edmund Baranowski był żonaty z Jadwigą z domu Śmierzchalska. Z tego związku miał córkę – Irenę Marię (1921–1944). Była ona członkinią hufca szkolnego Przysposobienia Wojskowego Kobiet w Grudziądzu a później harcerką Chorągwi Śląskiej Organizacji Harcerek. Zaginęła w walce, w szeregach AK, podczas Powstania Warszawskiego.

## Ordery i odznaczenia
- Krzyż Niepodległości
- Odznaka pamiątkowa Polskiej Organizacji Wojskowej